# Haruka (trein)
De Haruka (Japans: はるか) is een 'limited express' treindienst van JR West, die een snelle verbinding vormt tussen de Internationale Luchthaven Kansai en de steden Osaka en Kyoto. De Haruka is vergelijkbaar met de Rapi:t, een 'limited express' treindienst van de Nankai spoorwegmaatschappij tussen de luchthaven en Station Namba in Osaka. 

## Treinen en Bestemmingen
De Haruka stopt tussen Kyoto en de luchthaven in ieder geval op de stations Shin-Osaka, Osaka en Tennōji. Tijdens spitsuren zijn er meer stops en start de dienst voorbij Kyoto vanaf Station Yasu. De diensten worden gereden met speciaal daarvoor gebouwde 271-series treinen (271系, 271-kei) met zes rijtuigen. De gemiddelde reistijd tussen Kyoto en Luchthaven Kansai bedraagt ongeveer 75 minuten.
In de meeste wagons van het treinstel is reserveren vereist. Plaatsen zijn beschikbaar in de standaardklasse en in Green Class (eerste klasse).